# Episodi di The Strain (terza stagione)
La terza stagione della serie televisiva The Strain, composta da 10 episodi, è stata trasmessa in prima visione negli Stati Uniti d'America dall'emittente FX dal 28 agosto al 30 ottobre 2016.
In Italia la stagione è andata in onda in prima visione sul canale satellitare Fox dal 18 novembre 2016 al 20 gennaio 2017.
| nº | Titolo originale           | Titolo italiano              | Prima TV USA      | Prima TV Italia  |
| -- | -------------------------- | ---------------------------- | ----------------- | ---------------- |
| 1  | New York Strong            | New York vincerà             | 28 agosto 2016    | 18 novembre 2016 |
| 2  | Bad White                  | Il male bianco               | 4 settembre 2016  | 25 novembre 2016 |
| 3  | First Born                 | Il primogenito               | 11 settembre 2016 | 2 dicembre 2016  |
| 4  | Gone But Not Forgotten     | L'essenza del male           | 18 settembre 2016 | 9 dicembre 2016  |
| 5  | Madness                    | Follia                       | 25 settembre 2016 | 16 dicembre 2016 |
| 6  | The Battle of Central Park | La battaglia di Central Park | 2 ottobre 2016    | 23 dicembre 2016 |
| 7  | Collaborators              | La scatola nera              | 9 ottobre 2016    | 30 dicembre 2016 |
| 8  | White Light                | Luce bianca                  | 16 ottobre 2016   | 6 gennaio 2017   |
| 9  | Do or Die                  | La fuga                      | 23 ottobre 2016   | 13 gennaio 2017  |
| 10 | The Fall                   | La caduta                    | 30 ottobre 2016   | 20 gennaio 2017  |

## New York vincerà
- Titolo originale: New York Strong
- Diretto da: J. Miles Dale
- Scritto da: Carlton Cuse e Chuck Hogan

### Trama
- Guest star: Jack Kesy (Il Padrone), Adriana Barraza (Guadalupe Elizalde), Doug Jones (Membro degli Antichi), Aaron Lazar (Kroft).
- Altri interpreti: Edward Charette (Agente di pattuglia 2), Tim Cody (Scaggs (Navy Seal)), Dustin Faith (McDonald (Navy Seal)), Dustin Faith (Holmes (Navy Seal)), David Patrick Flemming (Agente di pattuglia 1), Carlos Gonzalez-Vio (Nick Coley (Navy Seal)), Jason Gosbee (Oates (Navy Seal)), Ryan Hollyman (Lar), Carmine Lucarelli (Cittadino di New York), Bobby Manning (Raul), Ronnie Rowe (Kenny Ford (Navy Seal)), Clayton Scott (Membro degli Antichi 2), Amanda Smith (Nonna), Al Vrkljan (Vannelli (Navy Seal)), Tyler Evan Webb (Membro degli Antichi 3).

## Il male bianco
- Titolo originale: Bad White
- Diretto da: J. Miles Dale
- Scritto da: David Weddle e Bradley Thompson

### Trama
- Guest star: Jack Kesy (Il Padrone), America Olivo (Capitano Kate Rogers).
- Altri interpreti: Taso Alexander (Ron), Ben Carlson (Dr. Wilson Kerry), Zarrin Darnell-Martin (Fay), Kaniehtiio Horn (Kimberly), Christopher Jacot (Braden), Karen Jewels (Tecnico), George Nickolas K. (George), Viv Moore (Soggetto 505), Elizabeth Saunders (Infermiera Carla Davis), Tre Smith (Capitano John Cushnell), Janaya Stephens (Dott.ssa Amanda Edmondson).

## Il primogenito
- Titolo originale: First Born
- Diretto da: Ken Girotti
- Scritto da: Chuck Hogan

### Trama
- Voce: Robin Atkin Downes (Il Padrone).
- Guest star: Deanna Dunagan (Ancharia), Jack Kesy (Il Padrone), Adriana Barraza (Guadalupe Elizalde), Aaron Lazar (Kroft), Lee Tergesen (Agente Tardi).
- Altri interpreti: Paul Aspland (Il Padrone), Matthew Binkley (Agente di pattuglia 1), Michael Chwastiak (Vex), Eric Hicks (Agente di pattuglia 2), Erica Levene (Infermiera), Daniel Park (Strigoi), Laara Sadiq (Dott.ssa Arva Somani).

## L'essenza del male
- Titolo originale: Gone But Not Forgotten
- Diretto da: Ken Girotti
- Scritto da: Regina Corrado

### Trama
- Voce: Robin Atkin Downes (Il Padrone).
- Guest star: Jeananne Goossen (Bella), Doug Jones (Membro degli Antichi), Paulino Nunes (Capitano Frank Kowalski), Lee Tergesen (Agente Tardi).
- Altri interpreti: Meghan Allen (Agente Norma Bonnie), Jarrett Downey-Shaw (Guardia), Jessica Embro (Strigoi), Ryan Hollyman (Lar), Phillip Jarrett (Ray), Charles-Henry Joseph (Fulton), Jeffrey Knight (Carl), Tim MacLean (Billy), Martin Roach (James), Clayton Scott (Membro degli Antichi 2), Tyler Evan Webb (Membro degli Antichi 3).

## Follia
- Titolo originale: Madness
- Diretto da: Deran Sarafian
- Scritto da: Liz Phang

### Trama
- Guest star: Cas Anvar (Sanjay Desai), Nigel Bennett (Dr. Werner Dreverhaven), Paulino Nunes (Capitano Frank Kowalski), Jim Watson (Abraham da giovane).
- Altri interpreti: Daniel Matmor (Capitano della barca), Erin Noble (Saskia van Orden), Elizabeth Saunders (Infermiera Carla Davis).

## La battaglia di Central Park
- Titolo originale: The Battle of Central Park
- Diretto da: Deran Sarafian
- Scritto da: Bradley Thompson e David Weddle

### Trama
- Guest star: Paulino Nunes (Capitano Frank Kowalski), America Olivo (Capitano Kate Rogers), Tracy Perez (Maria), Lee Tergesen (Agente Tardi).
- Altri interpreti: Meghan Allen (Agente Norma Bonnie), Dalton Derek (Charles Lee), Paul Ebejer (Prigioniero 1), Allison Wilson-Forbes (Agente), Jsin Sasha (Prigioniero 2).

## La scatola nera
- Titolo originale: Collaborators
- Diretto da: TJ Scott
- Scritto da: Chuck Hogan e Glen Whitman

### Trama
- Guest star: Mike Dopud (Sergei Fetrovski), Costa Ronin (Alexei Boiko).
- Altri interpreti: Damir Andrei (Alexei Fet), Makenna Beatty (Bambina), Tim Cody (Predone 1), Dustin Faith (Predone 2), Jonathan Higgins (Cyrus Minow), Dwain Murphy (Sean Duncan), Lukas Penar (Soldato tedesco Wehrmacht), Elizabeth Saunders (Infermiera Carla Davis), Nick Stojanovic (Guardia della strada sicura 1), David D'Lancy Wilson (Guardia della strada sicura 2).

## Luce bianca
- Titolo originale: White Light
- Diretto da: TJ Scott
- Scritto da: Regina Corrado e Liz Phang

### Trama
- Voce: Robin Atkin Downes (Il Padrone).
- Guest star: Cas Anvar (Sanjay Desai), Adriana Barraza (Guadalupe Elizalde), Doug Jones (Membro degli Antichi),
- Altri interpreti: Michelle Arvizu (Guadalupe da giovane), Thomas L. Colford (Membro degli Antichi 3), Elias Edraki (Cheevo), Jonathan Higgins (Cyrus Minow), Ryan Hollyman (Lar), Dwain Murphy (Sean Duncan), Joey Nijem (Gus da bambino), George Ridout (Alex), Manuel Rodriguez-Saenz (Jorge), Clayton Scott (Membro degli Antichi 2), Chris Young (Nando), Richard Young (Stanley).

## La fuga
- Titolo originale: Do or Die
- Diretto da: Vincenzo Natali
- Scritto da: David Weddle e Bradley Thompson

### Trama
Morte di Angel
- Voce: Robin Atkin Downes (Il Padrone).
- Guest star: Cas Anvar (Sanjay Desai), Paulino Nunes (Capitano Frank Kowalski), Don Stark (Herman O'Neill).
- Altri interpreti: Michelle Alexander (Gay Hayden), Natasha Bromfield (Infermiera), Marie-France Denoncourt (Tenente Esguia), Reg Dreger (Joe), Jill Frappier (Audrey), Charlie Gallant (Eldritch da giovane), David Guthrie (Lee Tate), David Huband (Bob Borgen), Dwain Murphy (Sean Duncan), Tim Post (Capitano James Bonner).

## La caduta
- Titolo originale: The Fall
- Diretto da: Carlton Cuse
- Scritto da: Carlton Cuse e Chuck Hogan

### Trama
- Voce: Robin Atkin Downes (Il Padrone).
- Guest star: Cas Anvar (Sanjay Desai), Aaron Lazar (Il Padrone/Kroft).
- Altri interpreti: Joe Delfin (Randy), Jeff Kassel (Xun), Dwain Murphy (Sean Duncan), Hannan Younis (Lindsay).